# Dąbroszyn (gmina)
Dąbroszyn (od 1973 Rychwał) – dawna gmina wiejska istniejąca do 1954 roku w woj. łódzkim i poznańskim. Nazwa gminy pochodzi od wsi Dąbroszyn, lecz siedzibą władz gminy był Rychwał, który od 1921 roku stanowił odrębną gminę miejską.
Za Królestwa Polskiego gmina Dąbroszyn należała do powiatu konińskiego w guberni kaliskiej. 31 maja 1870 do gminy przyłączono pozbawiony praw miejskich Rychwał. Po przejściu pod zwierzchnictwo polskie, Rychwał był jednostką o nieuregulowanym statusie – gmina posiadała samorząd miejski nadany przez okupanta, lecz nie została zaliczona do miast w 1919 (była określana jako "miejscowość"). Formalnie gminą miejską Rychwał stał się 31 lipca 1921 roku.
W okresie międzywojennym gmina Dąbroszyn należała do powiatu konińskiego w woj. łódzkim. 1 stycznia 1923 od gminy Dąbroszyn odłączono lasy rychwalskie, folwark Starawieś Rychwalska, wsie Odpadki i Starawieś Rychwalska, kolonię Michałów i folwark Józefów, włączając je do Rychwała. 1 lipca 1924 od gminy Dąbroszyn odłączono folwark Grabowa A oraz wsie Milewo, Sokołów i Działy Sokołowskie. 1 kwietnia 1938 roku gminę wraz z całym powiatem konińskim przeniesiono do woj. poznańskiego. 
Po wojnie gmina zachowała przynależność administracyjną. 1 lipca 1952 roku gmina składała się z 23 gromad: Aleksandrówek, Biała Panieńska, Czyżew, Dąbroszyn, Franki, Gliny, Grabowa, Grochowy, Jaroszewice Grodzieckie, Jaroszewice Rychwalskie, Kuchary Borowe, Kuchary Kościelne, Modlibogowice, Rozalin, Rybie, Siąszyce, Siąszyce III, Święcia, Wardężyn, Wielołęka, Wola Rychwalska, Złotkowy i Zosinki.
Jednostka została zniesiona 29 września 1954 roku wraz z reformą wprowadzającą gromady w miejsce gmin. Po reaktywowaniu gmin 1 stycznia 1973 roku gminy Dąbroszyn nie przywrócono, utworzono natomiast jej terytorialny odpowiednik, gminę Rychwał w tymże powiecie i województwie.